# لولا دويناس
لولا دويناس (بالإسبانية: Lola Dueñas)‏ (و. 1971  م) هي ممثلة تلفزيونية، وممثلة أفلام إسبانية، ولدت في مدريد.

## السيرة
ولدت في مدريد، وهي ابنة نيكولاس دويناس ودرست في مسرح لا أباديا. ظهرت دوينياس لأول مرة في فيلمها الروائي الطويل في فيلم ”منساكا“ (1998)، الذي حازت فيه على جائزة اتحاد الممثلين لأفضل أداء جديد.

## وصلات خارجية
- لولا دويناس على موقع IMDb (الإنجليزية)
- لولا دويناس على موقع قاعدة بيانات الأفلام العربية
- لولا دويناس على موقع ألو سيني (الفرنسية)
- لولا دويناس على موقع أول موفي (الإنجليزية)
- لولا دويناس على موقع قاعدة بيانات الأفلام السويدية (السويدية)
- لولا دويناس على موقع قاعدة بيانات الفيلم (الإنجليزية)
- لولا دويناس على موقع كينوبويسك (الروسية)